# Serin alario
Serinus alario
Espèce
Statut de conservation UICN

 LC  : Préoccupation mineure
Synonymes
- Crithagra alario

Le Serin alario (Serinus alario) est une espèce de passereaux de la famille des Fringillidae.

## Description
Cet oiseau mesure environ 14 cm de longueur. Il présente un dimorphisme sexuel.
Le mâle a la tête, la nuque et la gorge noires (sous-espèce type, chez l'autre la face et la gorge sont blanches) tout comme deux raies bordant la poitrine blanche. Cette couleur forme un collier et se retrouve au niveau des flancs. Le dessus du corps est brun roux cannelle avec les rémiges sombres. Plus pâle et dépourvue de noir, la femelle est gris brun.
Les deux sexes présentent des yeux marron foncé, un bec tirant vers le noir et des pattes gris sombre.

## Distribution
Afrique du Sud : Province du Cap (jusqu’à hauteur de Port Nolloth à l’ouest et sans le Drakensberg à l’est), Griqualand, sud et est de l’État Libre d’Orange, Lesotho. Absent ou sporadique sur la côte sud et erratique dans le Transvaal.

## Habitat
Le serin alario fréquente un large éventail d’habitats comme les formations de broussailles et d’arbrisseaux rabougris en plaine ou sur les collines arides et semi-arides, les prairies pérennantes, les flancs des collines rocailleux et les versants subalpins parsemés de touffes d’herbes et de buissons, les escarpements rocheux, les zones irriguées, les champs en jachère, les cours d’eau bordés de buissons, les cultures, les jardins riches en plantes herbacées, les bords des routes, différents types de végétation dans le Karoo, les broussailles dans les dunes et la grève (Fry & Keith 2004).

## Alimentation
Hockey et al. (2005) ont répertorié des graines d’herbes : Schismus, de buissons Galenia papulosa, G. pubescens, Chrysocoma, Felicia, Gazania, Atriplex lindleyi, de plantes herbacées de jardin Boerhavia, Lepidium, Chenopodium almum, C. murale.

## Mœurs
Il se tient en couples et en groupes familiaux en période de reproduction, formant ensuite de petits groupes erratiques comptant jusqu’à 12 individus. Hors saison de reproduction, des groupes de 50 à 200 sujets errant sur de grandes distances ont été observés dans le Karoo, se rassemblant souvent sur des clôtures et des lignes téléphoniques. Les troupes hivernales ne restent jamais longtemps au même endroit. Elles tendent à se désagréger à l’arrivée du printemps mais de petits groupes peuvent persister pendant toute l’année. Les oiseaux se déplaçant en vols lâches gardent un contact acoustique permanent par l’émission de cris. Ils fourragent sur le sol, souvent en compagnie de serins de Sainte-Hélène et à gorge blanche, de moineaux domestiques et du Cap, de différents bruants et astrilds. Il recherche sa nourriture aussi dans les parties basses des arbres et des buissons ainsi que sur les têtes florales des plantes herbacées (Skead 1960).

## Voix
Le chant consiste en une série de notes douces et liquides, incorporant de nombreux bourdonnements, trilles et babils, ponctués par de longs zhreee vibrants et des gazouillis rappelant ceux de l’hirondelle de cheminée. Il est émis du haut d’un buisson uniquement par le mâle. Les cris de contact sont transcrits par chway, chwooee, dit ou bidit avec une sonorité de type astrild-caille (Fry & Keith 2004).

## Nidification
Il niche en colonies lâches mais de façon monogame et probablement territoriale. La coupe profonde est faite de nombreux brins d’herbe sèche avec parfois un complément de crin de cheval sur le rebord du nid et avec un rembourrage intérieur d’herbes fines, de duvet végétal moelleux ou cotonneux, de laine et de plumes (Fry & Keith 2004).
Hockey et al. (2005) complètent le tableau en précisant que c’est un nicheur solitaire mais plusieurs couples peuvent nicher entre 10 et 50 m les uns des autres. Le nid est une coupe profonde de tiges d’herbe sèche, de fins rameaux et de lambeaux d’écorce d’Asclepias buchenaviana, de fibres de Lycium avec un revêtement interne d’aigrettes d’Eriocephalus ou autre plante duveteuse. Il est placé sur le sol, dans un arbrisseau de Crassula ou un petit arbre.
Un nid parfaitement intégré dans une formation de Crassula brevifolia et révélant bien la structure de la coupe interne, blanche et feutrée, ressemblant à du coton est illustré dans le livre d’Ottaviani (2011).